# Двери! Двери!
«Двери! Двери!» — второй студийный альбом группы «Оргия Праведников». Был записан и сведён на студии «Рок-Академия» в 2005-м году. Звукорежиссёр — Эвелина Шмелева. Альбом характеризует крайне высокое, по сравнению с предыдущими, качество записи. Сергей Калугин впоследствии сказал, что на этом альбоме группа на 70 % приблизилась к тому звуку, которого сами музыканты хотели бы достичь.
Название взято из канона Божественной литургии: этот возглас произносится диаконом перед чтением Символа веры во время литургии верных. 
В древности после этого возгласа запирались двери храма, поскольку на чтении Символа веры и дальше до конца Литургии могли присутствовать лишь верные.

## Творческая группа
Группа «Оргия Праведников»:
- Сергей Калугин — акустическая гитара, вокал
- Алексей Бурков — электрогитара, мандолина, бэк-вокал
- Юрий Русланов — флейта, бэк-вокал
- Артемий Бондаренко — бас-гитара, бэк-вокал
- Александр Ветхов — ударные

А также:
- Хор: Елена Егоренкова (сопрано), Андрей Немзер (тенор), Алексей Калан (баритон), Евгений Астафуров (бас)
- Светлана Васильева — виолончель
- Алексей Саврасов — бэк-вокал
- Данила Калугин (сын Сергея Калугина) — детский голос

## Список композиций
- 1. «Двери! Двери!» (Инструментал) — 1 минута, 6 секунд
- 2. «Rex» — 8 минут, 40 секунд
- 3. «Возвращение в Неаполь» — 7 минут, 48 секунд
- 4. «Присутствие» — 18 минут, 25 секунд
- 5. «Это не жизнь!» — 4 минуты, 58 секунд
- 6. «Адель» — 4 минуты, 23 секунды
- 7. «Тотал контрол» — 1 минута, 44 секунды.
- 8. «Ничего нет прекраснее смерти!»- 6 минут, 20 секунд
- 9. «Абраксас» — 4 минуты, 49 секунд
- 10. «Девять жизней к востоку от рая возле красных холмов» (инструментал) — 5 минут, 2 секунды